# Caladenia carnea
Caladenia carnea är en orkidéart som beskrevs av Robert Brown. Caladenia carnea ingår i släktet Caladenia och familjen orkidéer. Inga underarter finns listade i Catalogue of Life.

## Bildgalleri

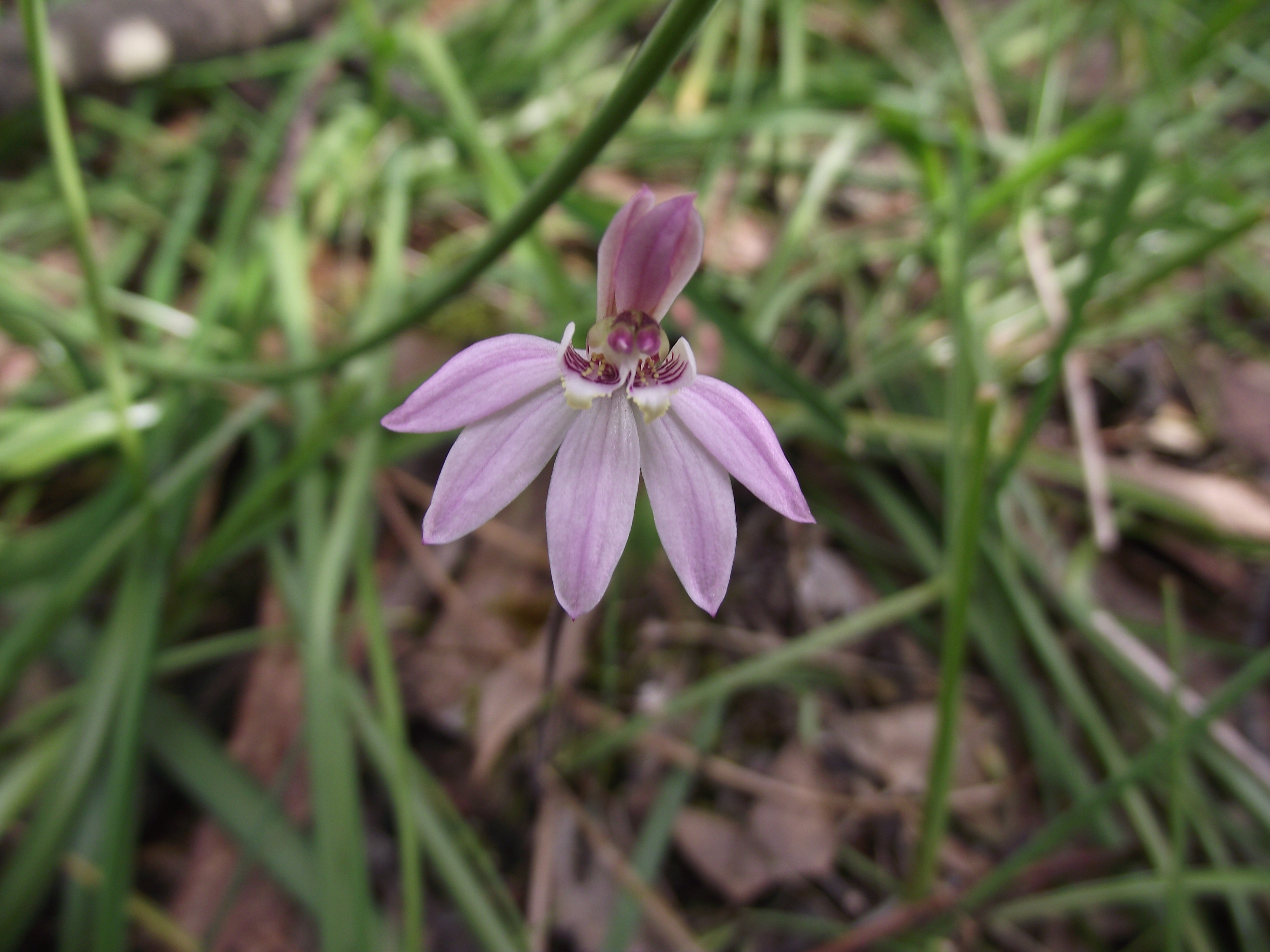
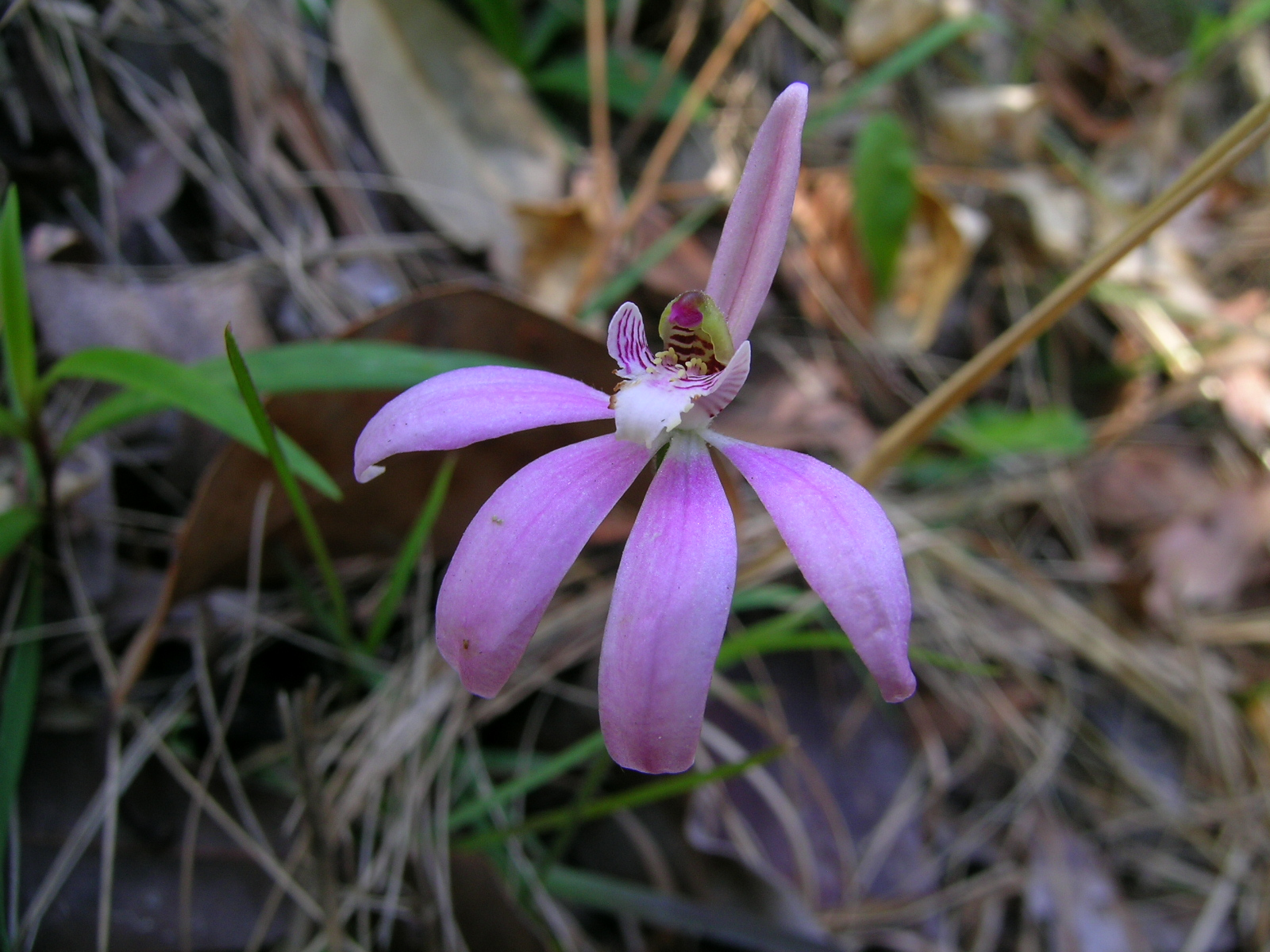
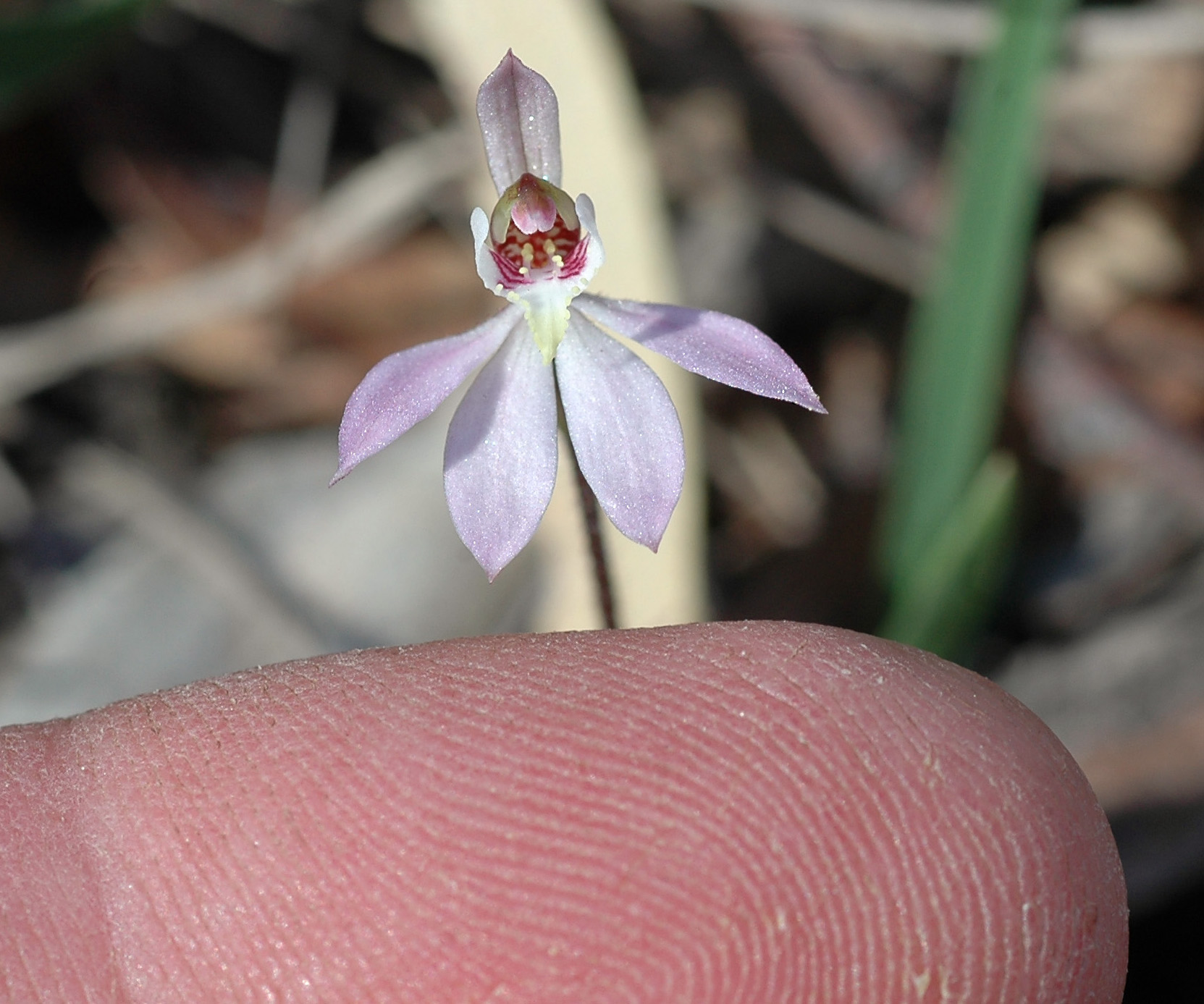
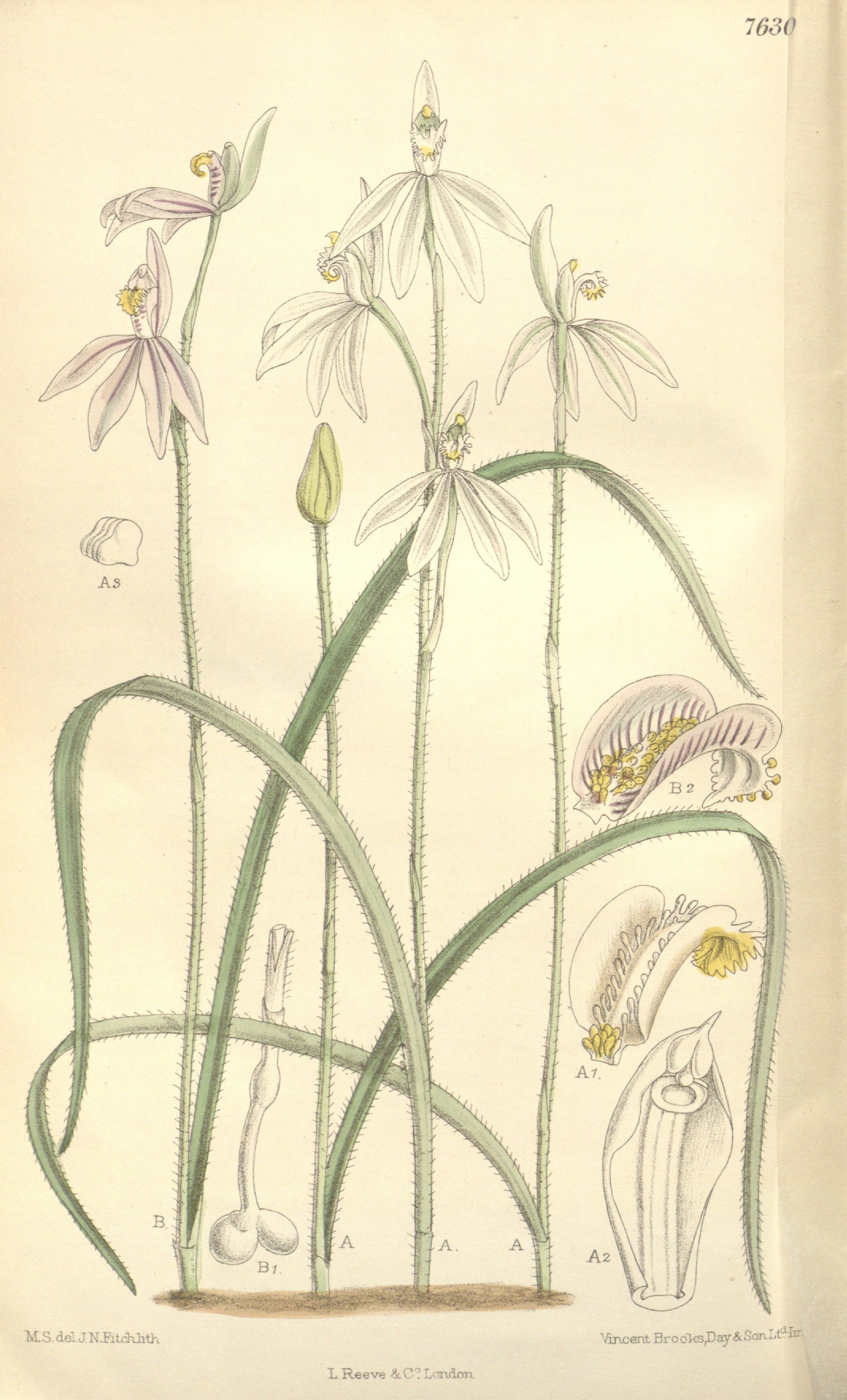